# Pavol Gašparovič Hlbina
Pavol Gašparovič Hlbina, vl. jménem Pavol Gašparovič, pseudonymy Pavol G. Hlbina, P. G. , pgh aj. (13. května 1908, Veľké Kršteňany – 21. října 1977, Bobot), byl slovenský kněz, básník, teoretik a překladatel.

## Životopis
Pocházel z rolnické rodiny a vzdělání získával ve Velkých Kršteňanech, Trnavě, Nitře a nakonec v letech 1929–1934 studoval katolickou teologii v Praze. Působil jako kněz na různých farách (např. Rosina, Bošáca, Konská, Raková, Divina, Veľké Chlievany, Považská Bystrica, Nové Mesto nad Váhom) a od roku 1945 až do své smrti byl správcem fary v obci Bobot.

## Tvorba
Literární tvorbě se začal věnovat ještě během středoškolských studií, později svá díla publikoval v časopisech Slovenské pohľady, Elán a časopisech katolické moderny, ke které se hlásil (např. Postup, Kultura, Verbum, Pramen, Obroda a jiné). Knižně debutoval sbírkou básní Začarovaný kruh v roce 1932. Odmítal surrealismus, ale je považován za vůdčí osobnost slovenské katolické moderny. Jeho díla jsou inspirována zejména moderní francouzskou poezií (Charles Baudelaire, Paul Claudel, Arthur Rimbaud a j.), jejichž díla rovněž překládal do slovenštiny. V jeho tvorbě se prolíná křesťanská mystika s citovým neklidem, motivy lásky, hledáním nadpozemského světa a věčnosti. Kromě básnické tvorby a překladů se věnoval také psaní recenzí.

## Dílo

### Básnické sbírky
- 1932 – Začarovaný kruh
- 1933 – Cesta do ráje
- 1935 – Harmonika
- 1937 – Duha
- 1939 – Modré vršky
- 1946 – Mrtvé moře
- 1947 – Mračna
- 1947 – Podobenství
- 1950 – Ozvěny slunce
- 1952 – Mírové ráno
- 1955 – Růže radosti

### Překlady
- 1943 – Bremond: Modlitba a poezie